# Тункара, Балла
Балла Тункара (фр. Balla Tounkara) — исполнитель музыки на коре и певец из Мали. В настоящее время проживает в Бостоне, США.
Балла Тункара родился в деревне у города Кита, Мали в семье придворных музыкантов-гриотов. Он начал учиться исполнению на коре с детства.
Он исполняет традиционную малийскую музыку и участвует в проектах, соединяющих её с западной музыкой в современных стилях от рока, регги и хип-хопа до госпел и блюза. Балла поднимает важные социальные проблемы, такие как СПИД и насилие.
Балла Тункара выпустил ряд альбомов и играет сольно и с группой «Groupe Spirite».

У Баллы есть всё: техника игры на коре, чистый взгляд, и, что самое главное, великолепный голос с таким диапазоном ясностью, который сравнится с по тембру и эмоциональному воздействию с лучшим певцом Мали, Салиф Кейта
Оригинальный текст (англ.)Balla has it all: the kora technique, the clear-eyed vision, and most of all, the gorgeous singing voice, a voice with range and subtlety that approaches the timbre and emotional impact of Mali's best known singer, Salif Keita.
— Banning Eyre, редактор Afropop